# I Will (Soweluの曲)
「I Will」（アイ・ウィル）は、Soweluの7枚目のシングル。2004年9月1日発売。

## 概要
前作「No Limit」から約4ヶ月ぶりのリリース。表題曲「I Will」は、自身初のアニメ作品のタイアップ。

## 収録曲
1. I Will
  - 作詞：藤林聖子／作曲：鈴木哲彦、十川知司
  - 毎日放送・TBS系アニメ『鋼の錬金術師』エンディングテーマ
2. パールカラーにゆれて
  - 作詞：千家和也／作曲：佐瀬寿一
  - オリジナル歌唱：山口百恵
  - 山口のトリビュート・アルバム『山口百恵トリビュート Thank You For…』収録曲
3. Candy Rain
  - 作詞、作曲、オリジナル歌唱：久保田利伸
  - 久保田のトリビュート・アルバム『SOUL TREE〜a musical tribute to toshinobu kubota〜』収録曲
4. I Will（less vocal）

## 収録アルバム
| 曲名   | アルバム                       | 発売日        |
| ------ | ------------------------------ | ------------- |
| I Will | 『SWEET BRIDGE』               | 2005年1月7日  |
| I Will | 『鋼の錬金術師 COMPLETE BEST』 | 2005年2月23日 |
| I Will | 『Sowelu THE BEST 2002-2009』  | 2009年3月18日 |
| I Will | 『鋼の錬金術師 THE BEST』      | 2012年2月29日 |